# Chieng-Mai
Chieng-Mai (Plai Sak) (født ca. 1959 i Thailand, død 28. juni 2017) var en af København Zoos gennem tiderne mest kendte elefanter.
Elefanthannen Chieng-Mai var en asiatisk elefant (Elephas maximus) og var en af tre elefanter, som kom til Zoologisk Have i 1962. De to andre var Buag Hah og Lampoon. De var en gave til kong Frederik 9. og dronning Ingrid fra den thailandske stat. Han hed egentlig Plai Sak (dansk: Hr. Teak), men på anmodning fra Kongehuset blev elefanterne omdøbt til de stednavne, hvor kongeparret havde været på besøg. Chieng-Mai er Thailands næststørste by. Chieng-Mai blev transporteret til Københavns Frihavn på ØK-skibet M/S Sinaloa og ankom  22. juni 1962.
Chieng-Mai, som vejede omkring 5,5 tons, blev aflivet i København på grund af alder 28. juni 2017. Han fik 11 børn, 15 børnebørn og 4 oldebørn, som er spredt rundt i europæiske dyrehaver.

## Elefantunger
Chieng-Mai fik fra 1970 og frem til sin død femten unger.
Med Buag-Hah fik han fem unger: 
- Irma (født 18. september 1970), som kom til Blijdorp Zoo i Rotterdam, Holland, hvor hun har født seks unger.
- Irma Bon Mar (født 15. december 1975), som kom til Cincinnati Zoo & Botanical Garden i USA og hedder nu Schottzie.
- Maja (30. marts 1980 – 8. september 1984).
- Haakon (13. marts 1983 - 7. september 1990), kom til Givskud Zoo
- Coco (21. januar 1984 - 21. september 2003), blev i København Zoo. Hun blev 1997 mor til Hannibal, som døde 4 måneder gammel pga. en tarminfektion.

Med Ida fik han seks unger:
- Chang (10. november 1981 - 24. juli 2020)
- Coco (22. januar 1986 – 21. september 2003)
- En dødsfødt hunkalv født 28. oktober 1991
- Santosh (15. marts 1996 – 2. september 2006)
- Punjab (12. februar 2001 – 10. juni 2003). Han døde af en kraftig tarminfektion.
- Gandhi (født 20. marts 2006), kom 1. april 2011 til Heidelberg Zoo

Med Kungrao fik han to unger:
- Khao Sok (født 25. februar 2013 – 26. november 2014), blev knap to år gammel pludselig ramt af et herpesvirus og efterfølgende aflivet.
- Plaisak (født 17. maj 2017).

Med Surin fik han to unger:
- En dødfødt hunkalv født 26. august 2013
- En dødfødt hunkalv født 4. september 2015